# 六角和通
六角和通（ろっかく かずみち、安永7年（1778年）7月7日 - 天保8年（1837年）8月14日）は、江戸時代後期の公卿。

## 官歴
- 天明元年（1781年）：従五位下
- 天明5年（1785年）：従五位上、上総権介
- 寛政元年（1789年）：従四位下
- 寛政9年（1797年）：従四位上
- 享和元年（1801年）：正四位下、右近権少将
- 文化4年（1807年）：権中将
- 文化5年（1808年）：従三位
- 文化9年（1812年）：正三位
- 文化12年（1815年）：左京権大夫
- 文政7年（1824年）：踏歌節会外弁
- 文政9年（1826年）：参議
- 文政10年（1827年）：従二位

## 系譜
- 父：六角光通
- 母：園基衡の娘
- 弟：清岡長材
- 子：六角能通
- 子：六角和理